# クスマウル呼吸

（上から）正常な呼吸、ビオー呼吸、クスマウル呼吸、チェーンストークス呼吸のスパイログラム。

クスマウル呼吸（クスマウルこきゅう、英語: Kussmaul breathing）とは、代謝性アシドーシスによる、速く深く、規則正しい呼吸である。運動時にも同様の呼吸がみられることがある。糖尿病性ケトアシドーシス、腎不全に伴う尿毒症、昏睡時などに認められる。

## 歴史
ドイツの内科医アドルフ・クスマウルが、糖尿病性ケトアシドーシスの患者に特有な呼吸の存在を発見し、命名した。

## 病態
代謝性アシドーシスを、肺での外呼吸によって緊急的に補正しようとするために発生する。つまり、深大な呼吸を繰り返すことにより、呼吸性アルカローシスを引き起こすことでアシドーシスの補正を行っているのである。肺でのガス交換を盛んに行うことにより、血液中からは二酸化炭素が呼気中へ多く捨てられる。二酸化炭素の水溶液は炭酸水であり、これが捨てられることによって血液のpHを上げようとしているのである。なお、腎臓においても水溶性の酸を尿中に捨てることによってアシドーシスの補正は行われるものの、肺からの二酸化炭素の排泄による補正よりも、腎臓での水溶性の酸の排泄による補正は一般に時間がかかる。ただし、腎臓での補正が行われない場合は血液中に存在する二酸化炭素の量には限りがあるため、いずれ破綻する。参考までに、腎不全になるとしばしば代謝性アシドーシスが発生するものの、腎不全の場合は腎臓での補正は期待できない。